# Stacey Scowley
Stacey Scowley – amerykańska aktorka telewizyjna, filmowa i głosowa.
Urodziła się i wychowała w Danville nieopodal San Francisco, obecnie rezyduje w Los Angeles. Ma dwie siostry i brata, którzy także udzielają się w branży filmowej. Jej ojciec mieszka w rodzimym Danville, matka zaś zmarła na raka.
Pojawiła się w ponad trzydziestu amerykańskich spotach reklamowych (wielką popularność przyniosła jej reklama przedsiębiorstwa motoryzacyjnego Kia Motors), widzom telewizyjnym znana jest także z gościnnych ról w popularnych serialach, jak Dowody zbrodni, Detektyw Monk czy Buffy − postrach wampirów. Regularnie występowała w serialach FOX Dollhouse (2009) i Family Guy (2005–2009; rola głosowa). Pojawiła się u boku Johna C. Reillya w komedii muzycznej Idź twardo: historia Deveya Coxa (Walk Hard: The Dewey Cox Story, 2007), Shii LaBeoufowi towarzyszyła na planie thrillera Eagle Eye (2008).

## Filmografia
- 2010: Date Night jako właścicielka klubu
- 2009: Dollhouse jako Cindy Perrin/Panna Młoda (serial TV)
- 2009: Three Rivers jako pielęgniarka (serial TV)
- 2008: Eagle Eye jako barmanka
- 2007: Loveless in Los Angeles jako Lisa
- 2007: Idź twardo: historia Deveya Coxa (Walk Hard: The Dewey Cox Story) jako dziewczyna z kolczykiem w brwi
- 2007: Asian Arrow IV: Back from Sheboygan jako Stacey
- 2006: Bez skazy (Nip/Tuck) jako żona (serial TV)
- 2006: My Boys jako Patty (serial TV)
- 2005–2009: Family Guy jako Hope (serial TV)
- 2004: Dowody zbrodni (Cold Case) jako Martha w 1943 roku (serial TV)
- 2004: Come to Papa jako dziewczyna od kawy (serial TV)
- 2004: Detektyw Monk (Monk) jako Laurie (serial TV)
- 2003: Lucky jako Sarah (serial TV)
- 2003: Agentka o stu twarzach (Alias) jako dziewczyna z bractwa studenckiego #2 (serial TV)
- 2002: Piekielny Azyl (Hell Asylum) jako Stacy Butler
- 2002: For Mature Audiences Only jako Maura
- 2002: Buffy − postrach wampirów (Buffy, the Vampire Slayer) jako młoda kobieta (serial TV)
- 2001: Przymierze II: Magowie (The Brotherhood II: Young Warlocks) jako Mary Stewart
- 2001: Comedy Central Thanxgiveaway: Home Fires jako Bonnie